# Лакиамьют
Лакиамьют (англ. Luckiamute River) — река в штате Орегон, США, приток Уилламетта. Длина реки 98 км. Начинается на Центральном орегонском прибрежном хребте. Бассейн Лакиамьют покрывает западную долину Уилламетта к северо-западу от Корваллиса.

## География
Истоки Лакиамьют находятся в горах на юго-западе округа Полк, примерно в 16 км к западу от Педи. Высота истока — 818 м над уровнем моря. Течёт на юго-восток в Хоскинс в округе Бентон, затем на северо-восток в округ Полк, мимо Педи, затем на восток через южную часть округа Полк. С северо-запада в него впадает Литл-Лакиамьют. Впадает в Уилламетт с запада приблизительно в 16 км к северу от Олбани. Устье реки находится примерно в 400 м ниже по течению от устья Сантиам, которая впадает в Уилламетт с востока.
Основные притоки Лакиамьюта (от истока до устья) — ручьи Боулдер, Бивер, Миллер, Волк, Рок-Питт, Слик, Кугар, Слайд и Харрис. Далее по течению идут ручьи Халл, Фостер, Джонс, Боннер, Винсент, Планкетт и Прайс. Далее следует Максфилд-Крик, за которым следуют ручьи Бамп, Ритнер, Педи, Мактимондс, Линк, Драй и Джонт, а затем река Литл-Лакиамьют. Соап-Крик впадает в низовьях Лакиамьюта. Кроме этого, Эш-Крик относят к бассейну Лакиамьюта, хотя он впадает прямо в Уилламетт.
Площадь водосбора Лакиамьют — 820 км².